# Anna Cederlund
Anna Katarina Cederlund, född 15 augusti 1884 i Carl Johans församling i Göteborg, död 4 december 1910 i By församling i Kopparbergs län, var en svensk lyriker. Hennes enda diktsamling utgavs postumt.

## Biografi
När Cederlund var fyra år dog hennes mor och familjen bodde då i Göteborg. Fadern var till sjöss som sjökapten och de tre barnen kom att uppfostras på Gotland hos sin faster och hennes man i ett strängt religiöst hem.

### Vidare studier och arbete
Cederlund hade studerat vid Kalmar folkskoleseminarium men avbrutit studierna och därefter arbetat som lärare på Gotland. Hon återvände emellertid till Kalmar efter att hon insjuknat i tuberkulos och avlade folkskollärarexamen. Hon vårdades en tid på Hässleby sanatorium.
Därefter blev hon folkskollärare i Marnäs i Dalarna. Hon var djupt intresserad av socialdemokratiska idéer och studerade samhällskritikern John Ruskin. Hennes systers blivande make Erik Hedén var kulturskribent i Social-Demokraten, ungdomstidningen Fram och Tiden. Genom honom fick hon recensionsuppdrag, och med hans och Klara Johansons hjälp fick hon också dikter publicerade i Ord och Bild och Stockholms Dagblad.

### Sista tid, bok och eftermäle
Hennes sjukdom blev dock värre, och hon vårdades återigen i Hässleby och Hålahults sanatorium. 1910 avled hon, 26 år gammal.
En vecka efter hennes död utkom hennes enda diktsamling Höst, med namn efter dikten med samma namn som året innan hade publicerats i tidskriften Ord&Bild. Boken, som återutgavs 1961, vittnade enligt den samtida kritiken som en stoisk livskänsla inför döendet.
Hennes syster Eva Hedén skrev boken Utanför ringmuren om henne.